# Sytze Faber
Sytze Faber (Schettens, 22 januari 1937) is een Nederlandse politicoloog-bestuurskundige, columnist, oud-journalist en oud-politicus van de ARP en fusiepartij CDA.

## Levensloop
De gereformeerde Faber studeerde politicologie aan de Vrije Universiteit Amsterdam en promoveerde in 1974 binnen de sociale wetenschappen in de bestuurskunde.
Hij werkte enige tijd als assistent op de faculteit bestuurskunde van de Vrije Universiteit Amsterdam, was vervolgens van 1967 tot 1977 wetenschappelijk hoofdmedewerker bestuurskunde aan de Fryske Akademy in Leeuwarden en trad daarna zowel tot de hoofdredactie van het Friesch Dagblad als tot de Tweede Kamerfractie van het CDA toe, waar hij tot de zogenaamde 'loyalisten' behoorde. Tot 1978 was hij ook lid van de gemeenteraad van Tietjerksteradeel, wat hij vanaf 1974 was. In 1985 nam hij afscheid van het parlement en werd burgemeester van Hoogeveen, wat hij tot 1998 zou blijven.
Tijdens zijn parlementaire periode maakte hij deel uit van de AR-radicalen, de linkervleugel van het CDA. Omdat hij vaak anders stemde dan zijn politieke partij kwam hij te boek te staan als 'dissident'. In de jaren tachtig verzette hij zich aanvankelijk tegen de komst van de geplande kruisraketten, maar ging uiteindelijk toch overstag.
Faber heeft diverse bestuurskundige publicaties (onder meer zijn proefschrift) over de lagere overheid geschreven, onder andere over de rol van de burgemeester. Hij spitste dit vooral toe op Friesland, de provincie waaruit hij afkomstig was en waar hij lange tijd heeft gewerkt.
Faber heeft tal van bestuurlijke functies bekleed. Zo was hij bijvoorbeeld van december 1996 tot oktober 2000 voorzitter van de IKON en was hij van december 2006 tot december 2007 voorzitter van de Koninklijke Nederlandse Schaakbond.

## Boek
In april 2007 verscheen van zijn hand het boek De wet van de koestal. Daarin deed Faber verslag van een periode dat hij mee mocht lopen met de ChristenUnie-fractie in de Tweede Kamer. Dit speelde zich voorafgaand en na de Tweede Kamerverkiezingen van 2006 af. Voor de ChristenUnie resulteerden deze verkiezingen en kabinetsformatie in regeringsdeelname. Voor het eerst in haar - nog korte - geschiedenis ging zij deel uitmaken van een kabinet, het kabinet-Balkenende IV. Faber maakte zodoende de formatieonderhandelingen van zeer nabij mee.

## Publicaties (selectie)
- Burgemeester en democratie: verslag en interpretatie van een bestuurskundig onderzoek in Friesland, proefschrift, 1974, 265 p., Samsom - Alphen aan den Rijn, ISBN 90-14-02341-3
- Friesland en Openbaar Bestuur
- De wet van de koestal: Gereformeerden in Den Haag, 2007, 174 p., Balans - Amsterdam, ISBN 978-90-5018-851-7

Marie Louis Willem Schoch (1976-1983) · Lo de Ruiter (1984-1988) · Sijbolt Noorda (1988-1996) · Sytze Faber (1996-2000) · Goos Minderman (wnd, 2000-2001) · Helmer Koetje (2001-2010) · Otto Scholten (wnd, 2010-2016)
- Digitale Bibliotheek voor de Nederlandse Letteren: fabe044
- Gemeinsame Normdatei: 172070503
- International Standard Name Identifier: 0000 0003 8584 3906
- Library of Congress Control Number: n79006571
- Nederlandse Thesaurus van Auteursnamen: 070979731
- Parlement.com: vg09lli1onz6
- Virtual International Authority File: 244631381
- WorldCat: E39PBJycMkwhgyvJdqg9mQGj4q